# Семёнов, Артур Евгеньевич
Артур Евгеньевич Семёнов (бел. Артур Яўгенавіч Сямёнаў; род. 21 октября 1994, Витебск) — белорусский футболист, вратарь.

## Карьера
Начинал заниматься футболом в «Витебске». Затем перебрался в структуру минского «Динамо», где стал выступать за дублирующий состав клуба. Вместе с командой в 2010 году стал победителем чемпионата Беларуси по футболу среди дублёров, а в 2013 и бронзовым призёром. В 2014 году стал игроком клуба «Берёза-2010». Дебютировал за клуб 26 апреля 2014 года в матче против микашевичского «Гранита». Закрепился в основной команде. Сыграл за клуб 26 матчей и в 2016 стал свободным агентом.
В феврале 2016 года проходил просмотр «Нафтане». В марте 2016 года подписал контракт с клубом. Дебютировал за клуб 20 августа 2016 года в матче против «Городеи». За 3 сезона в клубе за основную команды сыграли лишь 8 матчей. В марте 2019 года сначала перешёл в микашевичский «Гранит», а в августе 2019 года стал игроком «Слонима». На начало 2020 года стал свободным агентом.
В 2021 году стал игроком витебского клуба «Продцентр». В 2022 году стал выступать в клубе «Городокские львы».

## Международная карьера
В 2010 году выступал в юношеской сборной Беларуси до 17 лет в квалификациях на юношеский чемпионат Европы до 17 лет. В 2012 выступал в юношеской сборной Беларуси до 19 лет.

## Достижения
«Динамо» (Минск)
- Победитель чемпионата Беларуси по футболу среди дублёров — 2010